# フランシスクス・ドンデルス

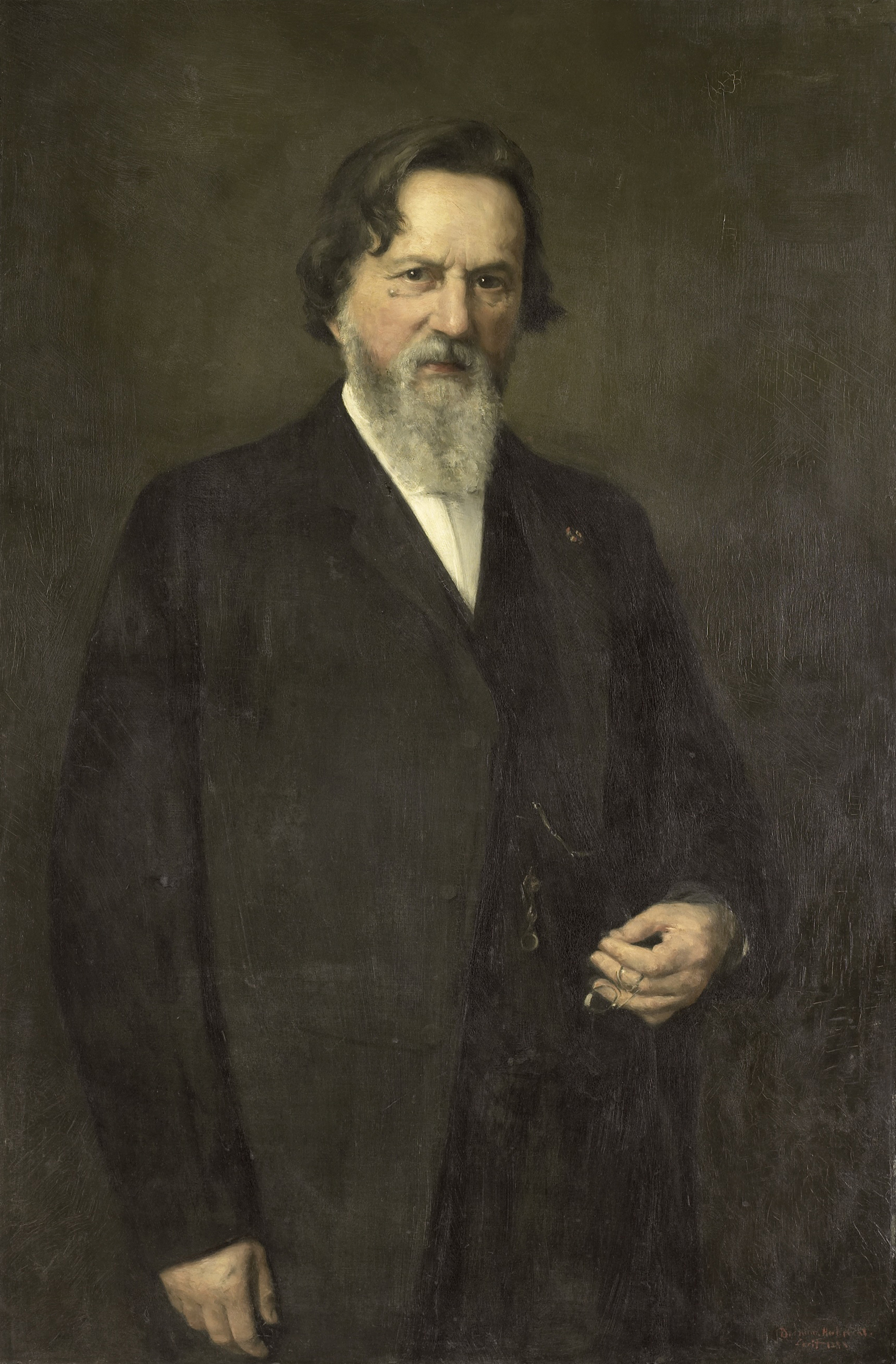
ドンデルスが70歳の時結婚した画家のブラミネ・ユブレヒトが描いた肖像画(1888)
アムステルダム国立美術館蔵

フランシスクス・（フランツ・）コルネリウス・ドンデルス（Franciscus (Franz) Cornelius Donders FRS FRSE、1818年5月27日 - 1889年3月24日）は、オランダの眼科医。ユトレヒトの生理学の教授であり、眼病の権威として国際的に見なされ、オランダ眼科患者病院(the Netherlands Hospital for Eye Patients)を率いていた。グレーフェやヘルムホルツとともに、科学的眼科学の主要な創始者である。

## 生涯
ティルブルフで生まれ、ティルブルフとボクスメールにあるカトリックの神学校で教育を受けた。ベルギー独立革命がおこりカトリックの聖職者になる教育を受けることはできなくなった。
17歳になった1835年に、ユトレヒトの王立軍医学校で医学の勉強を始めた。彼が実験的研究、特に化学の分野への情熱を発見したのはこのときであった。。1840年にライデン大学から医学博士を取得した。ハーグで医療官として務めたのち、1842年にユトレヒト軍事医学学校の生理学と解剖学の講師に任命された。研究における業績により、自身の科学的研究を可能にするであろう良いつながりが作られた。その後すぐの1847年にユトレヒト大学で解剖学と生理学の教授となった。1847年、ユトレヒト大学で准教授になり、1862年に生理学の正教授となった。オランダ王立研究所がオランダ王立芸術科学アカデミーとなったときに、準会員に選ばれ、1851年に正会員となった。教科書の知識には認知の分野で提供されるものが多くあることを知っていたが、実験が伴えばそれが強くなり、より妥当性を有することも分かっていた。彼は抽象的な精神的過程が生じるのに多くの時間が必要であることを最初に発見した。
眼病の研究で有名であり、検眼鏡を使用した最初の開業医の1人であった。圧入眼圧計を発明したこと（1862年）や、乱視の治療にプリズムレンズと円筒レンズを導入した（1860年）とされている。
1845年にエルネスティーヌ・ツィンマーマン(Ernestine Zimmerman)と結婚した。最初の妻が1887年に亡くなった後、1888年に画家のブラミネ・ユブレヒト(Bramine Hubrecht)と再婚した。

## レファレンス
- Newell, F W (Jun 1989), “Franciscus Cornelis Donders (1818-1889).”, American Journal of Ophthalmology 107 (6):  691–3, 15 June 1989, ISSN 0002-9394, PMID 2658623
- Duke-Elder, S (Feb 1959), “Franciscus Cornelis Donders”, The British Journal of Ophthalmology 43 (2):  pp. 65–8, doi:10.1136/bjo.43.2.65, PMC 509756, PMID 13628947
- ten DOESSCHATE, G (1951), “[The latest works of Franciscus Cornelis Donders.]”, Nederlands Tijdschrift voor Geneeskunde 95 (14):  pp. 1096–7, 7 April 1951, PMID 14843224
- TEN DOESSCHATE, G (1951), “[The personality of Franciscus Cornelis Donders.]”, Nederlands Tijdschrift voor Geneeskunde 95 (46):  pp. 3421–41, 17 November 1951, PMID 14919660
- den Tonkelaar, Isolde, Harold E. Henkes and Gijsbert K. van Leersum (1996) - Eye and instruments : Nineteenth-century ophthalmological instruments in the Netherlands.  Amsterdam : Batavian Lion. ISBN 90 6707 400 4. 304 pgs.